# 1857 dans le catholicisme
Chronologie du catholicisme
- 1853
- 1854
- 1855
- 1856
- 1857
- 1858
- 1859
- 1860
- 1861

Cet article présente les faits marquants de l'année 1857 dans le catholicisme.

## Évènements
- 3 janvier : Assassinat de l'archevêque de Paris, Mgr Sibour.

## Naissances
- 30 mars : Pierre-Joseph Hurth, prélat et missionnaire français, évêque de Nueva Segovia (de) puis archevêque titulaire de Bostra (de), précédemment évêque de Dacca et évêque titulaire d'Eleutherna (de) († 1er août 1935)
- 10 mai : Jean-Pierre Marcou, prélat et missionnaire français, premier vicaire apostolique de Phát Diêm et évêque titulaire de Lysiade (de) († 7 décembre 1939)

## Décès
- 3 janvier : Marie Dominique Auguste Sibour, prélat français, archevêque de Paris, assassiné (° 4 août 1792)
- 14 mars : Tommaso Riario Sforza, cardinal italien de la Curie (° 8 janvier 1782)